# Pops Yoshimura
Hideo "Pops" Yoshimura (Fukuoka, 7 oktober 1922 - 29 maart 1995) was een Japans motortuner en later producent van motorfietsen en motorfietsaccessoires. Hij was vooral actief in wegraces, met name het AMA Superbike Championship en het fabrieksteam van Suzuki. Hij was de oprichter van Yoshimura R&D of America.
Als jonge man werd Hideo Yoshimura opgeroepen voor zijn militaire dienst en hij begon aan een opleiding als piloot bij de Japanse Keizerlijke Marine. Door een parachute-ongeluk moest hij zijn training afbreken en hij werd opgeleid als vliegtuigmonteur. Daardoor leerde hij de techniek van verbrandingsmotoren kennen. 
Na de Tweede Wereldoorlog begon hij motorfietsen aan te passen voor in Japan gestationeerde Amerikaanse militairen. Hij hield zich vooral bezig met het tunen van BSA's en Triumph's. Zonder handleidingen en met versleten gereedschappen moest hij vaak improviseren en op zijn gevoel afgaan. 

## "Pops"
In 1954 opende hij Yoshimura Racing in een kleine garage in Tokio. Het was een familiebedrijfje waarin zijn vrouw Naoe meewerkte, o.a. met het maken van mallen voor uitlaatpijpen. Dochter Namiko deed de boekhouding en zoon Fujio werkte samen met Hideo aan de motorfietsen. Daarom noemde de Amerikaanse klanten Hideo al snel "Pops" (pa), een bijnaam die hij zijn hele leven zou houden en uiteindelijk kenden alleen insiders nog zijn echte naam. 

## Yoshimura R&D of America
Pops Yoshimura had ook een groot zakelijk instinct. Begin jaren zeventig werden de grote Japanse viercilinders populair in de Verenigde Staten, met name de Honda CB 750 en de Kawasaki Z 1 900. In 1971 verhuisde Yoshimura met zijn bedrijf naar Los Angeles. Ook hier bouwde hij snel een goede naam op met het sneller maken van deze machines. 
Het racen met normale productiemachines nam een grote vlucht in de VS, met name in Zuid-Californië. Er werden clubraces georganiseerd, soms in samenwerking met de American Motorcyclist Association. In 1973 won Yvon Duhamel een Superbike-production race met een door Yoshimura getunede Kawasaki Z 1 900, waardoor Yoshimura nationale bekendheid kreeg. 
Halverwege de jaren zeventig ging het bedrijf bijna ten onder door een brand. Pops testte een motorfiets op zijn rollerbank toen er benzine lekte uit een oude benzinetank van een auto die men als brandstofopslag gebruikte. Pops riskeerde zijn leven door de tank op te pakken en naar buiten te dragen. Hij liep daarbij ernstige brandwonden aan zijn handen en armen op, maar hij redde zijn bedrijf. 
In 1976 werd zijn bekendheid nog groter toen Yoshimura zich stortte op den Suzuki GS 750, die een veel beter rijwielgedeelte had dan de Kawasaki en waarmee Wes Cooley de inmiddels nationale superbike-races begon te winnen. Steve McLaughlin won de superbike race van de Daytona 200 in 1978 met een Yoshimura-Suzuki en in 1979 werden Ron Pierce, Wes Cooley en David Emde eerste, tweede en derde in Daytona. 
Cooley won het AMA Superbike Championship in 1979 en 1980 met Yoshimura-Suzuki's. Zo ontstond er een rechtstreeks contact met de Suzuki-fabriek, die de verkoop van haar GS 750's in de VS spectaculair zag steigen. Yoshimura werd de officiële vertegenwoordiger voor de Suzuki-fabrieksracers in de VS. Yoshimura bereidde ook Suzuki's voor voor de 8 uur van Suzuka, die Wes Cooley samen met Mike Baldwin in 1978 won. 
Toen zijn bedrijf eenmaal een gevestigde naam in de Verenigde Staten was geworden verhuisde Hideo Yoshimura in 1981 terug naar Japan. Daar overleed hij op 29 maart 1995 aan de gevolgen van kanker. 
In 2000 werd hij opgenomen in de AMA Motorcycle Hall of Fame. In 2014 vierde het bedrijf, dat door zoon Fujio was voortgezet, haar 60-jarig bestaan tijdens de 8 uur van Suzuka. Kevin Schwantz en Satoshi Tsujimoto reden daar een "Pops Yoshimura Special"-machine voor het Yoshimura Legends race team.